# Oslogjengen
Oslogjengen var en sabotageenhed med norske deltagere under britisk kommando som var aktive under anden verdenskrig. Enheden blev fra oktober 1943 ledet af Gunnar Sønsteby. Gruppens navn blev givet af chefen for SOEs norske afdeling som The Oslo Detachment og derefter oversat.

## Medlemmerne
Enheden havde en kerne af 12 medlemmer hentet fra flere afdelinger af Kompani Linge i området. Foruden Sønsteby bestod Oslogjengen af: Andreas Aubert, Viggo Axelsen, Gregers Gram (faldt), Henrik Hop, William Houlder, Max Manus, Martin Olsen, Arthur Pevik, Birger Rasmussen, Tor Stenersen (faldt) og Edvard Tallaksen (faldt).

## Operationer
Oslogjengens første operation var at tilintetgøre (sprænge) hulkortmaskiner og bygninger, som blev brugt til indkaldelse af norske unge mænd til Arbeidstjenesten, som gruppen frygtede ville udvikle sig til en militær afdeling under tysk kommando. Gruppen stod for flere større aktioner i slutfasen af krigen. Blandt andet gennemførtes sabotageaktionerne mod Bjølsenhallen, et tysk lager af militærfly 14. august 1944, og Kongsberg Våpenfabrikk 17. september 1944. De udførte også likvideringer, mest kendt er aktionen mod chefen for Statspolitiet (Gestapos norske partnere), Karl Marthinsen.
Derudover blev Operasjon Mardonius – sprængning af flere skibe på Oslo havn – udført af gruppen, blandt andet af troppetransportskibet DS Donau, som også tidligere i krigen havde transporteret de fangne norske jøder til Tyskland.

## Efter krigen
I juni 1945 havde Oslogjengen vagttjeneste for den tilbagevendte norske kongefamilie.